# Qoaling Community
Qoaling Community är en gemenskap i Lesotho.   Den ligger i distriktet Maseru, i den västra delen av landet. Huvudstaden Maseru ligger i Qoaling Community.